# Fontaine-Étoupefour
Fontaine-Étoupefour è un comune francese di 1 981 abitanti situato nel dipartimento del Calvados nella regione della Normandia.

## Società

### Evoluzione demografica
Abitanti censiti